# Rosa Salazar
Rosa Bianca Salazar (sinh ngày 16 tháng 7 năm 1985) là một nữ diễn viên người Mỹ. Cô được biết đến với vai diễn Zoe DeHaven trong loạt phim truyền hình Parenthood của kênh NBC và vai y tá Maria trong loạt phim American Horror Story: Murder House của kênh FX. Cô cũng xuất hiện trong phim điện ảnh năm 2015 Những kẻ nổi loạn với vai Lynn và phim Maze Runner: The Scorch Trials với vai Brenda.

## Cuộc đời và sự nghiệp
Salazar được sinh ra tại Washington, D.C. và lớn lên tại Greenbelt, Maryland. Cô bắt đầu đam mê diễn xuất của mình kể từ khi chuyển đến sinh sống tại Thành phố New York khi còn là một thiếu niên, nơi cô được gặp gỡ và làm việc cùng với CollegeHumor, đồng thời được xuất hiện trong một vài bản thảo. Một thời gian ngắn sau khi tái định cư tại Los Angeles vào năm 2009, Salazar tham gia đóng hai vai diễn định kỳ trong hai phim truyền hình nổi tiếng, American Horror Story: Murder House và Parenthood.
Năm 2015, Salazar xuất hiện trong bộ phim tiếp nối Những kẻ nổi loạn với vai Lynn, và Maze Runner: The Scorch Trials với vai Brenda.

## Danh sách phim

### Phim điện ảnh
| Năm  | Tên                                      | Vai               | Ghi chú              |
| ---- | ---------------------------------------- | ----------------- | -------------------- |
| 2012 | Fortunate Son                            | Elisa             | Phim ngắn            |
| 2013 | Trận hùng chiến xứ sở lá cây             | Roller Derby Girl | Lồng tiếng           |
| 2013 | Plan B                                   | Steph             | Phim ngắn            |
| 2013 | May the Best Man Win                     | Không rõ          |                      |
| 2014 | Jamesy Boy                               | Crystal           |                      |
| 2014 | Search Party                             | Pocahontas        |                      |
| 2015 | Những kẻ nổi loạn                        | Lynn              |                      |
| 2015 | Night Owls                               | Madeline          |                      |
| 2015 | Maze Runner: The Scorch Trials           | Brenda            |                      |
| 2015 | Submerged                                |                   |                      |
| 2016 | The Divergent Series: Allegiant - Part 1 | Lynn              |                      |
| 2019 | Alita: Thiên Thần Chiến Binh             | Alita             | Tên tiêu đề nhân vật |

### Phim truyền hình
| Năm     | Tên                                 | Vai               | Ghi chú                   |
| ------- | ----------------------------------- | ----------------- | ------------------------- |
| 2010–12 | CollegeHumor Originals              | Nhiều nhân vật    | 13 tập                    |
| 2011    | Law & Order: LA                     | Yolanda           | Tập: "Zuma Canyon"        |
| 2011    | American Horror Story: Murder House | Y tá Maria        | 4 tập                     |
| 2011    | Little Brother                      | Odetta            | Phim điện ảnh truyền hình |
| 2011–12 | Parenthood                          | Zoe DeHaven       | 13 tập                    |
| 2012    | Stevie TV                           | Nhiều nhân vật    | Không rõ tập              |
| 2012    | Ben and Kate                        | Molly             | Tập: "21st Birthday"      |
| 2013    | Hello Ladies                        | Heaven            | Tập: "Pool Party"         |
| 2013    | Boomerang                           | Olive Chatsworth  | Phim điện ảnh truyền hình |
| 2013    | Body of Proof                       | Ramona Delgado    | Tập: "Eye for an Eye"     |
| 2014    | The Pro                             | Jamie Schoonmaker |                           |

### Video trò chơi
| Năm  | Tên                    | Vâi                        | Ghi chú    |
| ---- | ---------------------- | -------------------------- | ---------- |
| 2013 | Batman: Arkham Origins | Copperhead / Train Hostage | Lồng tiếng |